# روجر دوسن
روجر دوسن (بالإنجليزية: Roger Dawson)‏ هو ملحن ودي جيه أمريكي، ولد في 19 مارس 1940.